# Pretty Little Liars
Pretty Little Liars és una sèrie de televisió estatunidenca de drama, misteri i romàntica basada en la saga de llibres del mateix nom escrita per Sara Shepard destinada al públic adolescent. Va ser estrenada el 8 de juny de 2010 pel canal nord-americà ABC Family i va acabar el 27 de juny de 2017.
Després d'una ordre inicial de 10 episodis, ABC Family va ordenar altres 12 episodis per la primera temporada el 28 de juny de 2010. Aquests episodis van començar a emetre el 3 de gener de 2011 i va acabar el 21 de març de 2011. l'èxit de les audiències dels primers 10 episodis va incitar a la saga del llibre a ser estesa més enllà de les primeres vuit novel·les.
El 26 de març de 2013, ABC Family va anunciar que una spin-off, Ravenswood, sortiria a l'aire a l'octubre de 2013. El spin-off va emetre 10 episodis abans de ser cancel·lat. El 10 de juny de 2014, Pretty Little Liars va ser renovat per una sisena i setena temporada. El 29 d'agost de 2016, es va confirmar que la sèrie s'acabarà amb la temporada 7 en 2017. El rodatge de la sèrie oficialment va acabar el 26 d'octubre de 2016.
El 25 de setembre es va anunciar que Pretty Little Liars tindria el seu segon spin-off titulat Pretty Little Liars: The Perfectionists. Aquest va emetre 10 episodis abans de ser cancel·lat. El primer d'aquests es va emetre el 20 de març de 2019.
Està catalogada com la sèrie de cable de més èxit entre dones de 12 a 34 anys que ha estat estrenada en la temporada 2009/10, superant sèries com Gossip Girl, Teen Mom, entre d'altres. A la seva seqüència d'opertura s'utilitza la cançó "Secret" del grup nord-americà The Pierces. L'ús d'aquesta música va ser suggerit per Ashley Benson, una de les protagonistes de la sèrie.

## Argument
Pretty Little Liars presenta un grup de cinc amigues: Spencer Hastings, Hanna Marin, Aria Montgomery, Emily Fields i Alison DiLaurentis. Tot comença durant una festa de pijames: l'Alison desapareix i mai més la troben. Un any més tard des de la desaparició de la seva líder, les quatre amigues restants s'han distanciat però es veuen forçades a reunir-se en el moment que el cos de l'Alison apareix mort.
Just abans d'aparèixer el cos mort de la noia, les quatre amigues comencen a rebre missatges d'un anònim que es fa dir “A” i que coneix els seus secrets més obscurs, dels quals elles pensaven que només n'era coneixedora l'Alison. Els missatges segueixen arribant fins i tot després de l'enterrament de la noia. Ara faran tot el possible, desconfiant així fins i tot de les amistats més properes, per descobrir qui els ha enviat tots aquests missatges.

## Personatges
- Lucy Hale com a Aria Montgomery, que torna a Rosewood amb la seva mare Ella, el seu pare Byron i el seu germà petit Mike, després d'un any vivint a Islàndia.
- Ashley Benson com a Hanna Marin, que pren el lloc d'Alison com la noia més popular del poble, imitant l'estil de vestir i pentinar-se de la desapareguda.
- Troian Bellisario com a Spencer Hastings, una noia amb excel·lents en tot, la germana de la qual (que és més gran i amb la qual sempre competeix per ser la millor) es trasllada a viure a la casa de convidats de la família amb el seu promès, en Wren.
- Shay Mitchell com a Emily Fields, l'amiga esportista (nadadora) que compartia més que una simple amistat amb la desapareguda. Es fa amiga de Maya, la nouvinguda.
- Sasha Pieterse com a Alison DiLaurentis, la noia que desapareix. Era la més popular de Rosewood gràcies al seu caràcter de líder i la facilitat de manipular els altres. Per aquest motiu era adorada i odiada per tothom, i fa que la seva desaparició sigui encara més un misteri.
- Ian Harding com a Ezra Fitz, el nou professor d'anglès, jove i sexy, que abans de conèixer-se es troba amb l'Aria Motgomery.
- Holly Marie Combs com a Ella Montgomery, la mare d'Aria.
- Chad Lowe com a Byron Montgomery, el pare d'Aria
- Laura Leighton com a Ashley Marin, mare de Hanna i divorciada.
- Bianca Lawson com a Maya St. Germain, és la nova resident de la casa d'Alison.
- Janel Parrish com a Mona Vanderwaal, és la nova millor amiga popular de Hanna. Abans de desaparèixer Alison era rebutjada per tothom. La Hanna i ella van decidir fer tot els possibles per ser populars a l'institut.
- Tammin Sursok com a Jenna Marshall, una noia cega per estranyes circumstàncies. Quan les quatre amigues es refereixen a ella solen dir “El tema de la Jenna”.
- Keegan Allen com a Toby Cavanaugh, el germanastre de Jenna. És molt reservat i misteriós i ningú confia en ell.
- Julian Morris com a Wren Kingston, el promès de la germana de Spencer.
- Tyler Blackburn com a Caleb Rivers arriba a l'institut del poble més tard, i acaba sortint amb la Hanna.